# Manuel (Abat de Sant Quirze)
Manel fou abat de Sant Quirze de Colera almenys entre 927 i 935. A precs seus el bisbe Guigó de Girona va consagrar l'església del monestir el 935, que havia estat reedificada i se n'havien suprimit les parts inútils gràcies a l'aportació de diferents fidels, entre els quals destaca Galí, Ramon i Tassi. Per altra banda, el 931 va rebre del comte Gausbert d'Empúries-Rosselló d'uns alous que aquest els havia deixat en el testament i que comprenien algunes valls de l'Albera que arribaven fins al mar i que són les valls actuals de Colera i Portbou.